# Jánosrét
Jánosrét (1890-ig Lucska, szlovákul: Lúčky (vagy Lúčkach pri Kremnici), németül: Honneshau) község Szlovákiában, a Besztercebányai kerületben, a Garamszentkereszti járásban.

## Fekvése
Körmöcbányától 2 km-re, délnyugatra fekszik.

## Története
1429-ben „Hannushaw" alakban említik először akkor, amikor Körmöcbánya városa megvásárolta a bányakamarától a települést. Később ismét a bányakamaráé lett. 1450-ben a becslések szerint mintegy 600-an lakták. 1601-ben 27 háza volt. 1828-ban 74 házában 796 lakos élt, akik bányászattal, mezőgazdasággal, csipkeveréssel foglalkoztak.
Fényes Elek geográfiai szótárában: „Lucska (Háneshey), német falu, Bars vármegyében, Körmöcz mellett: 587 kath., 151 evang. lak. Kath. paroch. templom. Sovány, köves határ. F. u. kamara." Archiválva 2007. szeptember 27-i dátummal a Wayback Machine-ben
Bars vármegye monográfiája szerint: „Jánosrét, ugyancsak a körmöczbányai hegyek között fekvő német kisközség, 983 róm. kath. és ág. ev. lakossal. Hajdan irtványos község, melyet állítólag első német telepítvényese után Honnes-Haj-nak neveztek, azonban ugyanakkor már Lucska tót nevével is találkozunk. Zsigmond király e községet 1429-ben Körmöczbánya városnak adja zálogba és ekkor már németek is laknak itt, a mi azt bizonyítja, hogy nem tisztán német telep volt. Dűlő elnevezései: mint Galgensberg, Freiung, Sanct Johannisschacht, szintén nagyon régiek, ép úgy fémbányászata is. Határában 1601-ben a körmöcziek és a német katonaság között harcz volt. Kath. temploma Ipolyi szerint XV. századbeli és gótikus részletekkel bír. Érdekes a körmöczi Mayer János codexe 1478-ból, melyet itt őriznek. Az 1544-iki canonica visitatio is már mint régi templomot említi. A mult század elején a kincstár volt a birtokosa. Postája, távirója és vasúti állomása Körmöczbánya."
A trianoni békeszerződésig Bars vármegye Garamszentkereszti járásához tartozott.
1945 után német lakosságát erőszakkal kitelepítették, a korábbi lakosságnak csak 5%-a maradt meg. Később a helyükre szlovákokat költöztettek.

## Népessége
| Év:            | 1994. | 2004.    | 2014.   | 2024.   |
| -------------- | ----- | -------- | ------- | ------- |
| Emberek száma: | 192   | 213      | 212     | 194     |
| Eltérés:       |       | +10,93 % | -0,46 % | -8,49 % |

| Év:            | 2023. | 2024.   |
| -------------- | ----- | ------- |
| Emberek száma: | 196   | 194     |
| Eltérés:       |       | -1,02 % |

1910-ben 1099-en, túlnyomórészt német anyanyelvűek lakták.
2001-ben 207 lakosából 197 szlovák volt.
2011-ben 219 lakosából 199 szlovák volt.

## Nevezetességei
- Római katolikus temploma 1487-ben épült késő gótikus stílusban. Később barokk stílusban átépítették, ekkor Szent Miklósnak szentelték. Innen került elő a felső-magyarországi késő gótikus szárnyasoltár-művészet két jelentős példánya, a Jánosréti mester festette Szent Miklós-főoltár és a Dorottya-oltár (mindkettő Magyar Nemzeti Galéria).
- Eredetileg a település templomában volt az oltárkép, amelyet az 1400-as évek második felében alkotott a Jánosréti mesternek nevezett festő és ma Budapesten látható.
- Plébániája 1810-ben létesült klasszicista stílusban.
- Evangélikus temploma 1823-ban épült, klasszicista stílusú.
- Utikápolnája a 19. század végén készült neogótikus stílusban, barokk Pietával.

## Külső hivatkozások
- Községinfó
- Jánosrét Szlovákia térképén
- Jánosréti mester a Magyar életrajzi lexikonban
- E-obce.sk Archiválva 2008. február 19-i dátummal a Wayback Machine-ben